# أحلى غنوة (مسلسل)
أحلى غنوة مسلسل تربوي سوري من إنتاج الفضائية التربوية.

## ملخص القصة
العمل، الذي يتألف من ثلاثين حلقة، يتحدث عن عائلة مؤلفة من أبناء يسافر أهلهم تحت الضغوط الاقتصادية إلى الخليج ويتركونهم عند جدهم وعمتهم، الدكتورة في الجامعة، ويعرض المسلسل لمشاكل هؤلاء الشباب، وكيفية حلها، ويوضح الفرق بين التربية التي يقدمها الجد كنموذج تقليدي، وبين التربية الحديثة التي تقود لواءها العمة الدكتورة الجامعية

## بطولة
- جيانا عيد العمة جومانا
- عبد الرحمن أبو القاسم الجد
- جرجس جبارة رياض الدائر _ الجار
- عاصم حواط الأخ خلدون
- معن عبد الحق الأخ كنان
- ريما الشيخ الجارة سامية بنت رياض
- مي مرهج الجارة سهى بنت رياض
- الطفل حيان مرعي بدور الأخ الصغير فراس
- ديانا دباغ الأخت حنين
- سليمان رزق الأخ أحمد
- سعيد الآغا الأب
- نسيمة ضاهر الأم

## طاقم العمل
- معتز العويتي تأليف
- غزوان بريجان إخراج

## بقلم
نور الدين فالح
1. ↑  مسلسل - أحلى غنوة - 2011 طاقم العمل، فيديو، الإعلان، صور، النقد الفني، مواعيد العرض، مؤرشف من الأصل في 2024-03-21، اطلع عليه بتاريخ 2024-02-10